# Brendan Gallagher
Pour les articles homonymes, voir Gallagher.
Brendan Gallagher (né le 6 mai 1992 à Edmonton dans la province de l'Alberta, au Canada) est un joueur professionnel canadien de hockey sur glace. Il joue actuellement au poste d'ailier droit avec les Canadiens de Montréal. Il joue sa carrière junior avec les Giants de Vancouver de la Ligue de hockey de l'Ouest pour lesquels il cumule plus de deux cents rencontres.

## Biographie
Gallagher naît à Edmonton, en Alberta, et grandit à Delta, en Colombie-Britannique. Son père, Ian, est préparateur physique pour les Giants de Vancouver.

### Carrière junior
Il commence sa carrière junior avec les Giants de Vancouver de la Ligue de hockey de l'Ouest en 2008-2009 et y marque son 1er but le 27 septembre contre les Cougars de Prince George. Il  termine la saison régulière avec 10 buts et 31 points en 52 matchs. La saison suivante, il enregistre 81 points en 72 matchs, ce qui le place au deuxième rang des joueurs des Giants ; l'équipe se rend alors en demi-finale pour une deuxième année consécutive.
Lors de sa troisième saison, en 2010-2011, il est le huitième pointeur de la ligue avec 91 points, 25 points derrière Linden Vey, joueur des Tigers de Medicine Hat et meilleur pointeur de la saison.

### Carrière professionnelle
Il est choisi à la 147e position par les Canadiens de Montréal lors du repêchage d'entrée dans la LNH 2010. Après avoir impressionné lors du camp d'entrainement de 2011, il est renvoyé en junior. En novembre 2011, il signe un contrat de trois saisons avec les Canadiens.
En 2012, il rejoint l'Équipe du Canada junior pour le championnat du monde. Il est nommé joueur du match après avoir permis une victoire 3-2 contre les États-Unis. En demi-finale, Gallagher marque un but et deux passes lors de la défaite 6-5 contre la Russie. Le Canada remporte la médaille de bronze contre la Finlande et Gallagher termine le tournoi à la 5e place des marqueurs de l'équipe avec trois buts et trois passes, soit un total de six points.
Brendan Gallagher joue son premier match dans la LNH le 22 janvier 2013. Il enregistre son 1er point sur une passe à Alex Galchenyuk contre les Panthers de la Floride ; le 27 janvier 2013, il marque son premier but contre Martin Brodeur des Devils du New Jersey. À l'issue de la saison 2012-2013, il est un des trois nommés pour recevoir le trophée Calder du meilleur joueur recrue de la LNH, en compagnie de Jonathan Huberdeau des Panthers de la Floride et de Brandon Saad des Blackhawks de Chicago.
Le 29 novembre 2014, il reçoit une prolongation de contrat de six ans, d'une valeur annuelle de 3,75 millions de dollars.
Avant le début de la saison 2015-2016, il est nommé assistant-capitaine par ses coéquipiers. Le 1er octobre 2018 il est redevenu capitaine adjoint des Canadiens de Montréal.
Il effectue son premier tour du chapeau dans la LNH le 21 février 2019, lors d’un affrontement contre les Flyers de Philadelphie.
Gallagher signe une prolongation de contrat de 6 ans le 14 octobre 2020, bonne pour 39 millions de dollars (valeur annuelle moyenne de 6,5 millions). Il a donc en poche un contrat valide jusqu’en 2027.

## Statistiques

### En club
| Saison     | Équipe                | Ligue      |     | Saison régulière | Saison régulière | Saison régulière | Saison régulière | Saison régulière |    | Séries éliminatoires | Séries éliminatoires | Séries éliminatoires | Séries éliminatoires | Séries éliminatoires |
| Saison     | Équipe                | Ligue      | PJ  | B                | A                | Pts              | Pun              | PJ               | B  | A                    | Pts                  | Pun                  |                      |                      |
| 2008-2009  | Giants de Vancouver   | LHOu       | 52  | 10               | 21               | 31               | 61               | 16               | 1  | 2                    | 3                    | 10                   |                      |                      |
| 2009-2010  | Giants de Vancouver   | LHOu       | 72  | 41               | 40               | 81               | 111              | 16               | 11 | 10                   | 21                   | 14                   |                      |                      |
| 2010-2011  | Giants de Vancouver   | LHOu       | 66  | 44               | 47               | 91               | 108              | 4                | 2  | 0                    | 2                    | 16                   |                      |                      |
| 2011-2012  | Giants de Vancouver   | LHOu       | 54  | 41               | 36               | 77               | 79               | 6                | 5  | 5                    | 10                   | 16                   |                      |                      |
| 2012-2013  | Bulldogs de Hamilton  | LAH        | 36  | 10               | 10               | 20               | 61               | -                | -  | -                    | -                    | -                    |                      |                      |
| 2012-2013  | Canadiens de Montréal | LNH        | 44  | 15               | 13               | 28               | 33               | 5                | 2  | 0                    | 2                    | 5                    |                      |                      |
| 2013-2014  | Canadiens de Montréal | LNH        | 81  | 19               | 22               | 41               | 73               | 17               | 4  | 7                    | 11                   | 6                    |                      |                      |
| 2014-2015  | Canadiens de Montréal | LNH        | 82  | 24               | 23               | 47               | 31               | 12               | 2  | 3                    | 5                    | 0                    |                      |                      |
| 2015-2016  | Canadiens de Montréal | LNH        | 53  | 19               | 21               | 40               | 24               | -                | -  | -                    | -                    | -                    |                      |                      |
| 2016-2017  | Canadiens de Montréal | LNH        | 64  | 10               | 19               | 29               | 39               | 6                | 1  | 2                    | 3                    | 8                    |                      |                      |
| 2017-2018  | Canadiens de Montréal | LNH        | 82  | 31               | 23               | 54               | 34               | -                | -  | -                    | -                    | -                    |                      |                      |
| 2018-2019  | Canadiens de Montréal | LNH        | 82  | 33               | 19               | 52               | 49               | -                | -  | -                    | -                    | -                    |                      |                      |
| 2019-2020  | Canadiens de Montréal | LNH        | 59  | 22               | 21               | 43               | 29               | 9                | 1  | 3                    | 4                    | 2                    |                      |                      |
| 2020-2021  | Canadiens de Montréal | LNH        | 35  | 14               | 9                | 23               | 16               | 22               | 2  | 4                    | 6                    | 4                    |                      |                      |
| 2020-2021  | Rocket de Laval       | LAH        | 1   | 0                | 0                | 0                | 4                | -                | -  | -                    | -                    | -                    |                      |                      |
| 2021-2022  | Canadiens de Montréal | LNH        | 56  | 7                | 17               | 24               | 69               | -                | -  | -                    | -                    | -                    |                      |                      |
| 2022-2023  | Canadiens de Montréal | LNH        | 37  | 8                | 6                | 14               | 45               | -                | -  | -                    | -                    | -                    |                      |                      |
| 2023-2024  | Canadiens de Montréal | LNH        | 77  | 16               | 15               | 31               | 74               | -                | -  | -                    | -                    | -                    |                      |                      |
| 2024-2025  | Canadiens de Montréal | LNH        | 82  | 21               | 17               | 38               | 39               | 5                | 0  | 2                    | 2                    | 0                    |                      |                      |
| Totaux LNH | Totaux LNH            | Totaux LNH | 834 | 239              | 225              | 464              | 555              | 76               | 13 | 20                   | 33                   | 25                   |                      |                      |

### En équipe nationale
Il représente le Canada au niveau international.
| Année | Compétition                 |    | PJ | B | A | Pts | Pun                |  | Résultat |
| 2012  | Championnat du monde junior | 6  | 3  | 3 | 6 | 12  | Médaille de bronze |  |          |
| 2016  | Championnat du monde        | 10 | 2  | 3 | 5 | 12  | Médaille d'or      |  |          |